# 塞韦拉克莱格利斯
塞韦拉克莱格利斯（法語：Sévérac-l'Église，法語發音：[seveʁak leɡliz]）是法国阿韦龙省的一个旧市镇，属于罗德兹区。2016年，塞韦拉克莱格利斯与市镇莱萨克合并为新市镇莱萨克-塞韦拉克莱格利斯。

## 地理
塞韦拉克莱格利斯（44°21'44"N, 2°50'55"E）面积13.69 平方千米，位于法国奧克西塔尼大區阿韦龙省，该省份为法国南部内陆省份，位于法國中央高原南部，北起顺时针与康塔爾省、洛泽尔省、加尔省、埃罗省、塔恩省、塔恩-加龙省和洛特省接壤。
与塞韦拉克莱格利斯接壤的市镇（或旧市镇、城区）包括：阿韦龙省加亚克、塞居尔、帕尔马。

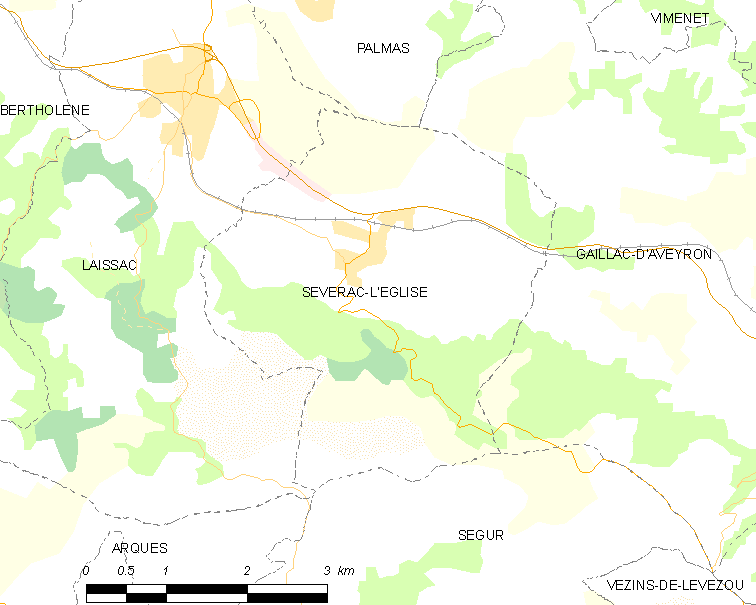
塞韦拉克莱格利斯的OSM定位图

塞韦拉克莱格利斯的时区为UTC+01:00、UTC+02:00（夏令时）。

## 行政
塞韦拉克莱格利斯的邮政编码为12310，INSEE市镇编码为12271。

## 政治
塞韦拉克莱格利斯所属的省级选区为洛特-帕朗日县。

## 人口

1962-2008年间塞韦拉克莱格利斯人口变化图示

塞韦拉克莱格利斯于2018年1月1日时的人口数量为415人。